# Maiß (Einheit)
Maiß, selten Mais, war eine Masseneinheit in den Siegener Hammer- und Hüttenwerken. Es war für den geschmiedeten Stahl als Gewichtsmaß in Anwendung.
- 1 Maiß = 142 Pfund (Köln. ≈ 468 Gramm) (bis 1766 waren es 140 Pfund)
- 7 Maiß = 1 Karren = 994 Pfund